# Brian Gilbert
Brian Gilbert és un director de cinema. Nascut a Anglaterra, va passar gran part de la seva infantesa a Austràlia, on va ser un actor infantil de cinema, televisió i ràdio. Tornant a Anglaterra als catorze anys, va assistir a la Harrow County Grammar School for Boys i va completar la seva educació a la Oxford University.
Va continuar treballant com a actor professional fins al 1979, quan es va incorporar a l'Escola Nacional de Cinema i Televisió com a estudiant de direcció. Tan ben rebuda va ser la seva pel·lícula de graduació, The Devotee aquest productor David Puttnam li va encarregar immediatament escriure i dirigir un llargmetratge per la Channel Four Sèrie First Love dels anys 80. A partir d'aquí, va passar a dirigir El príncep francès (French Lessons títol nord-americà), una coproducció francès-anglès.
Posteriorment, ha treballat tant al Hollywood com al Regne Unit, dirigint Vice versa el 1988, i el 1991 No sense la meva filla, l'adaptació del polèmic best-seller del mateix nom, que va protagonitzar Sally Field com a Betty Mahmoody.
Quatre anys més tard va arribar Tom i Viv protagonitzada per Willem Dafoe i Miranda Richardson, la història del primer matrimoni del poeta T. S. Eliot, nominat a dos premis de l'Acadèmia. Finalment va ser seguida per la producció de 1997 Wilde, protagonitzada per Jude Law i Stephen Fry, basada en la biografia de Richard Ellmann d'Oscar Wilde. El 2003, va dirigir Visitants, protagonitzada per Christina Ricci.
Va escriure i dirigir el documental Lord Haw-Haw: Portrait of a Fanatic per a la televisió britànica i irlandesa, i el 2006, va dirigir la versió escènica de l'obra de teatre de Mary Kenny Allegiance, protagonitzada per Mel Smith, i produïda per Daniel Jewel, al Festival d'Edimburg. Actualment és professor convidat habitual a la National Film and Television School.

## Filmografia
- Lord Haw-Haw: Portrait of a Fanatic - 2005
- Visitants - 2003
- Wilde - 1997
- Tom i Viv - 1994
- No sense la meva filla - 1991
- Vice versa - 1988
- El príncep francès - 1985
- Sharma i més enllà - 1984
- El viatge dels maleïts - 1976